# Schiesser
Die Schiesser GmbH in Radolfzell am Bodensee ist einer der größten deutschen Hersteller von Unterwäsche.
Das 1875 in Radolfzell gegründete Unternehmen ging Anfang 2009 in die Insolvenz und befand sich bis zu seinem Verkauf Ende 2012 im Besitz der Schiesser Group AG aus Küsnacht (Schweiz). Nach Beendigung der Insolvenz Ende 2010 wurde für 2011 der Börsengang von Schiesser geplant, der 2011 aus konjunkturbedingten Gründen auf das zweite Quartal 2012 verschoben wurde. Statt des Börsengangs wurde das Unternehmen Mitte 2012 an das israelische Unternehmen Delta Galil verkauft.

## Geschichte

### Gründung
Schiesser wurde 1875 vom damals 27-jährigen Schweizer Fabrikanten Jacques Schiesser (* 11. Februar 1848, † 18. August 1913) aus dem Kanton Glarus gegründet. Er hatte in der väterlichen Weberei in Sirnach eine technische Ausbildung erhalten. Als sein Vater 1873 starb, zahlte ihm die Familie sein Erbteil aus. Damit kaufte er die Betriebseinrichtung der in Konkurs gegangenen Trikotfabrik A. Hefti Schmidt Cie. in Eschlikon und machte sich mit einer Buntweberei selbständig. Er war jedoch auswanderungswillig und suchte für sein Unternehmen nach einem Standort in Deutschland.
Ursprünglich wollte er nach Königsberg in Ostpreußen umsiedeln. Doch eine junge Frau aus Radolfzell, die im Haushalt der Schiessers arbeitete, empfahl das benachbarte Radolfzell am Bodensee als Standort. 1875 kam Jacques Schiesser mit seiner Frau Malwine, geb. Vogler (1850–1929), nach Radolfzell und gründete als Einzelunternehmen die Jacques Schiesser Mech. Trikotwaarenfabrik. Zunächst mietete er den Tanzsaal des Gasthauses „Zum Schwert“ und stellte Unterwäsche, so genannte Trikotagen, auf sieben Rundwirkstühlen her.

### Aufstieg
1876 plante Jaques Schiesser die Errichtung einer eigenen Weberei und Färberei am heutigen Standort des Unternehmens an der Schützenstraße in Radolfzell, die er 1877 bezog. Dort liefen 104 Rundwirkmaschinen so erfolgreich, dass er 1880 bereits 100 Personen beschäftigte. Zwischen 1880 und 1890 wurde das Unternehmen in allen Bereichen – Weberei, Färberei, Bleicherei, Näherei, Appretur – ständig erweitert. 1880 zählte das Unternehmen 280 Mitarbeiter. 1884 wurde eine Mitarbeiter-Krankenkasse, die „noch heute in abgewandelter Form besteht“, sowie später eine „Fabrik-Sparkasse“ für die Belegschaft ins Leben gerufen. Seit 1893 gibt es in Steibis im Allgäu ein Ferien- und Erholungsheim für die Mitarbeiter. Als der Arbeitsmarkt in Radolfzell erschöpft war, wurden Gastarbeiterinnen aus Italien angeworben, für die ein eigenes Wohnheim mit 150 Betten errichtet wurde. Um weitere Arbeitnehmer zu gewinnen, gründete Schiesser Filialen in Stockach (1890), Bukarest (1894) und Engen (1896). In Engen und Stockach entstanden ebenfalls Mädchenwohnheime. Der Exportanteil lag bei 80 Prozent. Schiesser exportierte seine Wäsche unter anderem nach Indien, auf die Philippinen, nach Australien, Russland und in die USA. Um 1900 hatte der Betrieb fast 1000 Beschäftigte.
Auf der Pariser Weltausstellung Paris 1900 erhielt Jacques Schiesser den „Grand Prix“ für seine Patente „Flechttrikot“, „Damasttrikot“, „Abhärtungswäsche aus Ramieleinen“ und „Längsstreifen-Trikotagen“.
Jaques und Malwine Schiesser waren sozial engagiert. So richtete Schiesser ein Finanzinstitut ein, das er mit einem Kapital von 30.000 Goldmark ausstattete und das Mitarbeitern Darlehen mit einem Zinssatz von 5 % gewährte, was rege in Anspruch genommen wurde. Bäcker und Metzger in Radolfzell hielt er an, seine Belegschaft preiswert zu bedienen. Auch Malwine Schiesser war für ihre Hilfsbereitschaft bekannt. Allein in den ersten beiden Kriegsjahren stellte sie aus ihrem Vermögen fast 50.000 Goldmark zur Verfügung, um Bedürftigen, Verwundeten und Kriegshinterbliebenen, aber auch dem Roten Kreuz zu helfen.

Sogenannter Jahr100Bau, ein um 1900 von Schiesser errichtetes und 2003 grundlegend saniertes Gebäude

Als der Unternehmensgründer Jacques Schiesser 1913 an Herzversagen starb, hatte das Unternehmen 1.200 Mitarbeiter und war eine Weltmarke. Seine Witwe Malwine und Tochter Adele erbten das Unternehmen, und sein Schwiegersohn Wilhelm Finckh, mit Adele verheiratet und bereits für den Export verantwortlich, übernahm die Leitung. Wilhelm Finckh war zu diesem Zeitpunkt bereits krank, er verstarb 1915.

### Erster Weltkrieg
Bei Schiesser wurde im ersten Kriegsjahr noch normal produziert. Anschließend verlor das Unternehmen zwar seine Auslandsmärkte, dafür wurde ab 1916 für das deutsche Heer und die kaiserliche Marine produziert. Wegen des akuten Rohstoffmangels experimentierte man mit Fasern aus Brennnesseln und aus Papier, was jedoch nicht als Ersatz für die Baumwolle taugte. Der Umsatz ging rapide zurück. Am Ende des Krieges beschäftigte Schiesser nur noch 380 Arbeitnehmer.
Nach Wilhelm Finckhs Tod im Jahr 1915 übernahm Jean Schiesser (1871–1951), ein Neffe von Jacques, der bereits seit 1888 im Unternehmen tätig war, die Geschäftsleitung. Malwine und Adele Schiesser wandelten das Unternehmen 1916 in eine Aktiengesellschaft um. Sie gründeten zum 1. Oktober die Tricotfabriken J. Schiesser AG und brachten das ererbte Einzelunternehmen von Jaques Schiesser ein. Vorstand wurde Jean Schiesser.
1916 gelang es dem Schweizer Textil-Industriellen Jakob Heusser-Staub (1862–1941), mit Jaques und Malwine Schiesser befreundet, eine Schiffsladung der besonders geschätzten ägyptischen Baumwolle zu kaufen. Er gab sie an die Schiesser AG weiter, dort konnte man aber nicht zahlen. Darum erhielt er von Malwine Schiesser Aktien des Unternehmens. Mit dieser Übertragung war die Verpflichtung für Heusser-Staub verbunden, auch weiterhin Baumwolle zu liefern. Gleichzeitig übernahm sämtliche Aktien der Tochtergesellschaft der Schiesser AG in Kreuzlingen. Er verpflichtete sich, den beiden Unternehmen in Radolfzell am Bodensee und Kreuzlingen für die Dauer von zehn Jahren ausreichendes Fremdkapital zur Verfügung zu stellen. Bis 1922 erwarb Heusser-Staub über diese Baumwolllieferungen 95 % der Aktien der Schiesser AG, die ihm darüber hinaus 2,5 Mio. Franken schuldete. In langfristige Darlehen umgewandelt, wurden sie zwischen 1923 und 1954 zurückgezahlt.

### Weimarer Republik
Die Mitarbeiterzahl stieg bis 1922 wieder auf 800 Arbeitnehmer. 1923 wurde der „Schiesser-Feinripp“ (gewoben nach dem Prinzip „eins rechts, eins links“) lanciert. Zum 50-jährigen Unternehmensjubiläum wurde 1925 Malvine Schiesser das Ehrenbürgerrecht von Radolfzell verliehen. Nach ihrem Tod 1929 wurde mit dem Malvine-Schiesser-Weg auch eine Straße in Radolfzell nach ihr benannt.
Die Folgen der Inflation und die Weltwirtschaftskrise ab 1929 brachten Schiesser in finanzielle Schwierigkeiten. Teile des Werkes mussten schließen. 1931 stand die Schiesser AG kurz vor dem Konkurs, der Umsatz ging stark zurück und Kundenforderungen fielen aus. Die Belegschaft sank auf 500 Arbeitnehmer. Heusser-Staub beauftragte seinen 21-jährigen Neffen Walter Schellenberg, das Unternehmen vor dem Konkurs zu bewahren. Er soll ihm gesagt haben, dass er ihm genau sechs Monate zur Sanierung des Unternehmens gebe. Unterstützt wurde er hierbei von Jean Schiesser, dem Sohn des Unternehmensgründers. Mit einer Umstellung der Produktion und der Entlassung von Arbeitnehmern schaffte er die Trendwende.

### 1933–1939
1933 erwarb Schiesser aus einem Konkurs die in Radolfzell ansässige Greims Leibchenfabrik GmbH, die Kinderwäsche konfektionierte. Schiesser führte sie unter Radolfzeller Leibchenfabrik fort und wandelte sie 1950 in Tausendsassa GmbH um. 1935 baute Schiesser 14 Siedlungshäuser und einen Neubau mit Wannen- und Brausebädern für seine Arbeitnehmer. Im Jahr 1936 beschäftigte Schiesser wieder 780 Arbeitnehmer. 1937 wurde die Schiesserhütte in Steibis im Allgäu als Erholungsheim für die Belegschaft erworben.
1936 übernahm Schellenberg das Amt des Vorstandes der Schiesser AG. Die Autarkiepolitik der Nationalsozialisten, die die Einfuhr von Baumwolle untersagte, erschwerte die Arbeit von Schellenberg wesentlich. 1937 wurde die Trikotqualität „Mako-Porös“, eine Weiterentwicklung von „Schiesser’s Knüpftrikot“ aus den 1880er-Jahren, lanciert. Es dauerte bis Ende der 1930er Jahre, bis Schiesser das Produktionsniveau von vor dem Ersten Weltkrieg erreichte.
Da er keine Nachkommen hatte, regelte Heusser-Staub seine Nachfolge 1938 durch die Gründung mehrerer Gesellschaften, unter anderem der Hesta Holding als Teil der Heusser-Staub AG (später Hesta AG), deren Grundstein im Jahr 1869 von seinem Vater Kaspar Heusser (* 29. Juli 1836; † 12. Oktober 1910) gelegt worden war. Die Hesta Holding wurde Muttergesellschaft von Schiesser. Heusser-Staub starb am 23. August 1941.

### Zweiter Weltkrieg
Mit Beginn des Zweiten Weltkriegs 1939 wurde die Produktion zunächst auf Notprogramme, später erneut auf „Kriegsproduktion“ umgestellt. Schließlich folgte die Einstellung der „Schiesser-Mode“. Schiesser produzierte in den Kriegsjahren fast ausschließlich für die deutsche Armee, und zwar nicht nur Soldatenunterwäsche, sondern in steigender Masse auch nicht textile Erzeugnisse, wie Patronen, Taschen oder Kartuschenbeutel. Mit 700 Arbeitnehmerinnen wurden Zeitzünderteile hergestellt. Die Militärhemden wurden mangels Baumwolle aus Fasern der Brennnessel und Papier hergestellt.
Am 1. Mai 1940 erhielt das Unternehmen, neben anderen namhaften Unternehmen, im betrieblichen Leistungskampf 1939/40 von der Deutschen Arbeitsfront (DAF) den Titel Nationalsozialistischer Musterbetrieb. In der Kriegsproduktion nach 1941 wurden bei Schiesser mindestens 39 ukrainische Zwangsarbeiterinnen eingesetzt. Die Zahl der Beschäftigten sank von 1100 im Jahre 1939 auf 860 bei Kriegsende. 1945 kam infolge Rohstoffmangels die Produktion fast vollständig zum Erliegen.

### Wiederaufbau nach 1945
Am 24. April 1945 wurde Radolfzell von französischen Truppen kampflos besetzt. Rohstoffmangel hatte die fast vollständige Stilllegung der Produktion zur Folge. Schiesser hatte noch 500 Arbeitnehmer, deren Arbeitsplätze erhalten werden sollten. Hergestellt wurden jetzt Holzpuppen, die mit Stoffresten bekleidet wurden, Strumpfschoner, Schuhe aus Bast, Babyschuhe und Babyhandschuhe. Aus alten Spinnmaschinen wurde eine Spinnerei aufgebaut. Aus gerissenen Baumwollfäden wurde unter Zugabe von Kunstfäden Garne gesponnen, aus denen wieder Unterhosen und Schlüpfer hergestellt wurden.
Nach der Währungsreform kam es zu einem erneuten Aufschwung. 1950 feierte Schiesser sein 75-jähriges Bestehen. Das Unternehmen beschäftigte wieder 580 Arbeitnehmer. Der Jahresumsatz 1950 betrug 13 Millionen DM bei einer Produktionsleistung von 2,7 Millionen Stück Trikotwaren.
1951 kam die Lanzierung von „Schiesser-Doppelripp“ (zwei rechts, zwei links). Lanzieren beschreibt die Art des Stoffmusters, bei dem die Figuren durch die ganze Stoffbreite hindurchgehen. Schiesser brachte auch einen Damenslip höchster Qualität auf den Markt, der als Werbeträger auch für andere Produkte eingesetzt wurde. Es fiel aber auch eine wichtige Richtungsentscheidung: Schiesser setzte ganz auf gleichbleibende Qualität. Der Vertrieb sollte nur über den Fachhandel und Fachabteilungen der Kaufhauskonzerne erfolgen.
1953 übernahm Hans C. Bechtler-Staub, Ehemann der Nichte von Jakob Heusser-Staub, die Leitung des Mutterkonzerns Hesta. 1959 fehlten an den Standorten in Radolfzell, Stockach und Engen bereits Arbeitskräfte. Deshalb eröffnete Schiesser Standorte in Rielasingen und Mimmenhausen, zu denen später Zweigwerke in Waldshut, Steißlingen, Mühlhofen, Geislingen, Tengen, Dettingen, Hohentengen und Donndorf in Oberfranken hinzukamen. 1966 folgten neue Produktionsstätten in Griechenland, Irland, Österreich und der Schweiz.
1966 wurde die Aktiengesellschaft für eine kurze Zeitspanne in eine GmbH umgewandelt.
1967 wurden in den deutschen Schiesserwerken 4.155 Arbeitnehmer beschäftigt. Dieser Beschäftigungsstand konnte wegen der Konkurrenz der Billiglohnländer nicht gehalten werden. 1977 betrug er in Deutschland noch 3.568 Personen. Hergestellt wurden 38 Mio. Wäschestücke, die zu einem Umsatz von 277 Mio. DM führten.
1970 erweiterte Schiesser das Portfolio um Tagesbekleidung. 1975, im 100. Jahr in der Geschichte des Unternehmens Schiesser, wurde der Jahresumsatz mit 437 Millionen DM bei einer Jahresproduktion von 38 Millionen Stück angegeben. 1980 trat Thomas W. Bechtler (* 1949), Schwiegersohn von Hans C. Bechtler-Staub, in den Vorstand der Hesta AG ein.

### Expansion
Nach der Wiedervereinigung 1990 wurden Standorte in Sachsen und in Tschechien eröffnet, der Umsatz stieg auf 555 Mio. DM 1990 und auf 615 Mio. DM 1991.

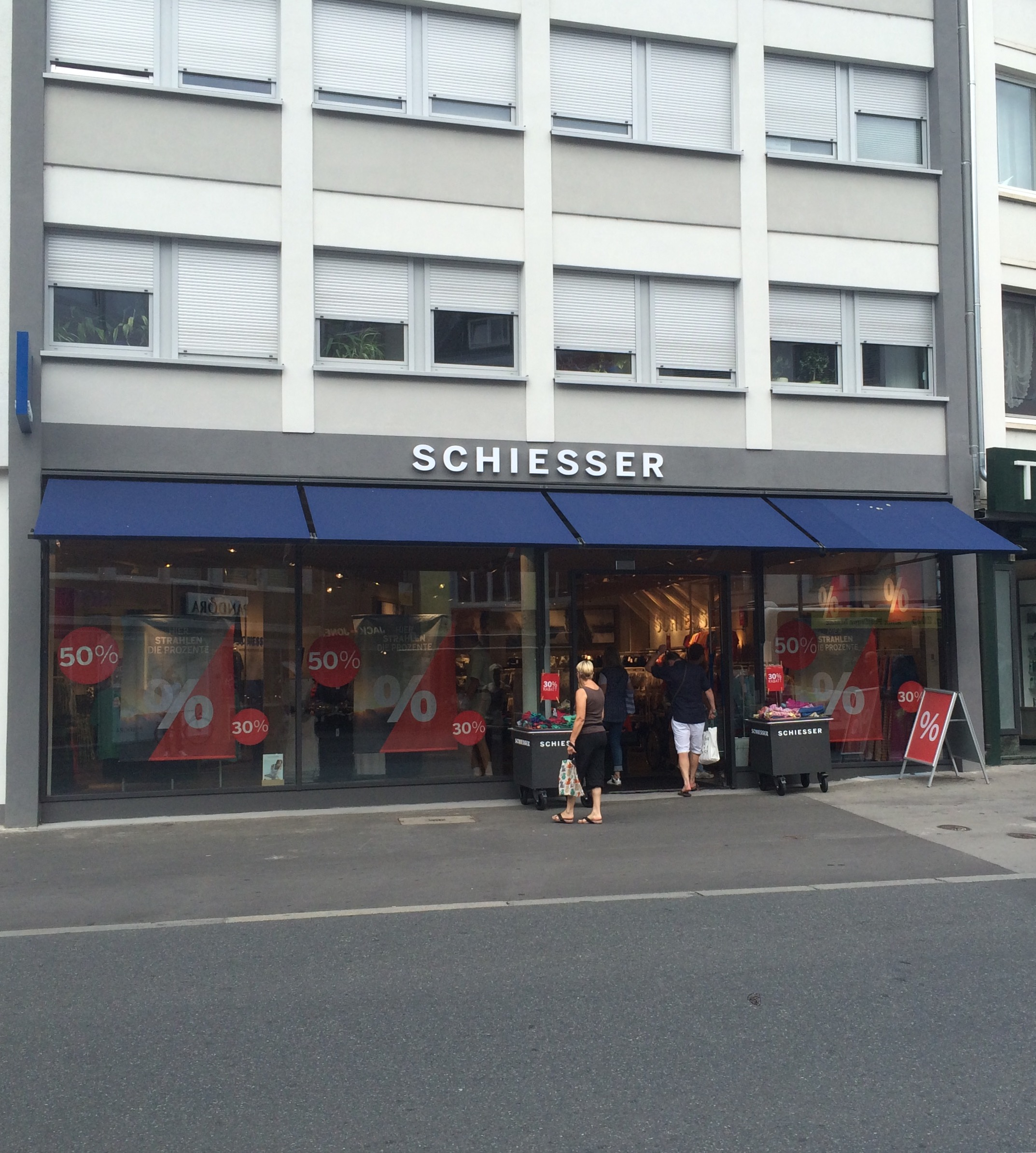
Schiesser Filiale (2015)

1991 übernahm Schiesser den französischen Unterwäschehersteller Eminence. Das Unternehmen firmierte fortan als Schiesser Eminence Holding AG, Stein am Rhein/Schweiz, zu der neben der Schiesser-Gruppe Deutschland auch die Eminence-Gruppe und damit das südfranzösische Unternehmen Eminence aus Aimargues sowie die italienische Ragno-Gruppe und verschiedene ausländische Produktionsgesellschaften gehörten. In dieser Zeit war Schiesser – bezogen auf den Umsatz – der größte Hersteller von Unterwäsche in Europa und belegte unter den deutschen Textilmarken den Spitzenplatz.

### Krise der Textilindustrie
Ab 1993 bekam Schiesser die Krise auf dem Textilmarkt zunehmend zu spüren. Schiesser verlagerte die Produktion mehr und mehr nach Mittel- und Osteuropa und schloss seine Werke in Tengen (121 Mitarbeiter) und im sächsischen Oberlichtenau. 1994 folgten die Standorte in Stockach (106 Mitarbeiter) und die Näherei in Kreuzlingen (82 Mitarbeiter). Diese Maßnahmen führten zu Kostenentlastungen und wurden zunächst als ausreichende Reaktion auf die veränderten Marktverhältnisse angesehen.
1996 ergriff die Schiesser AG, die weltweit noch etwa 7000 Mitarbeiter beschäftigte, weitere drastische Rationalisierungsmaßnahmen: Die Schließung der Werke in Waldshut-Tiengen (101 Mitarbeiter) und Titisee-Neustadt (87 Mitarbeiter), der Standort Mimmenhausen und Rielasingen (zusammen 422 Mitarbeiter) sowie der Abbau von 150 Arbeitsplätzen in Radolfzell wurde angekündigt. 1997 wurde das Unternehmenslogo überarbeitet, mit dem ein kompletter Marken- und Produktrelaunch der Marke Schiesser einherging. In dieser Zeit hatte diese in Deutschland einen Bekanntheitsgrad von 95 Prozent. Zu 80 % wurden die Umsätze in den deutschsprachigen Ländern generiert.

### Weiterer Stellenabbau

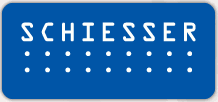
Schiesser-Logo ab Ende der 1990er Jahre

1999 strich Schiesser erneut 540 Stellen (395 in Radolfzell und Engen sowie 145 im bayrischen Donndorf). Zudem wurde der Konfektionsbetrieb im sächsischen Wittgensdorf geschlossen. Das Unternehmen Eminence wurde Ende 1999 an den französischen Finanzinvestor Orium abgestoßen. Der seit 1996 von Thomas Bechtler geleitete Schiesser-Konzern firmierte fortan als Schiesser Group AG. In der Rangliste der größten Unterwäschehersteller Europas wurde Schiesser von Triumph International überholt. Die Schiesser Group AG in Küsnacht, Muttergesellschaft der deutschen Schiesser AG in Radolfzell, gehörte zu dieser Zeit zur Dachgesellschaft Hesta Tex AG in Zug, die wiederum Teil der Hesta Holding in Zug war.
Im Jahr 2000 wurde das Werk in Engen geschlossen. Den dortigen 173 Beschäftigten wurde ein Arbeitsplatz im Stammwerk Radolfzell angeboten. Zwei Jahre später kündigte das Unternehmen an, weitere 300 Arbeitsplätze in Radolfzell abbauen zu wollen. Die Produktion wurde zunächst komplett zu den Tochterunternehmen Palco nach Griechenland, und Pleas in Havlíčkův Brod in Tschechien und Gemtex in die Slowakei, teilweise auch nach Bulgarien verlagert. Die Zentrale in Radolfzell sollte zukünftig nur Produktionsentwicklung, Vertrieb und Marketing übernehmen, was den Verlust von rund 1.000 Arbeitsplätzen in der Region am Bodensee und in Eckersdorf bei Bayreuth bedeutete. Im Herbst 2000 kam es aufgrund der Auslagerungen zu massiven Lieferschwierigkeiten mit Umsatzeinbußen und vergraulten Einzelhändlern. Daraufhin wurde die interne Vertriebsstruktur verändert.

### Niedergang

#### Neuer Vorstand
Anfang 2002 wurde der ehemalige adidas- und Reebok-Manager Winfried Daltrop (* 1963), seit 1999 bei Schiesser und ab April 2001 Schiesser-Vertriebsleiter, als Vorstandsvorsitzender eingesetzt. Daltrop gründete die Firma Schiesser Lifestyle GmbH, zu der die Zusammenarbeit mit dem Designer Kostas Murkudis (2004–2008) sowie das Lizenzgeschäft und Designer-Boutiquen Kju (unter anderem in Düsseldorf, Köln und Wiesbaden) gehörten. Diese Aktivitäten waren mit Ausnahme von Schiesser Revival überwiegend defizitär und wurden später eingestellt. Außerdem veranlasste er, dass die Produktion völlig aus Deutschland abgezogen wurde. In Braunschweig wurde das erste Schiesser-Geschäft in Deutschland eröffnet, nachdem in Tschechien, der Slowakei und Polen bereits acht eigene Läden betrieben wurden.
Ab 2004 wurden umfangreiche prozessoptimierende Re-Engineering-Maßnahmen in Zusammenarbeit mit externen Unternehmensberatern, unter anderem vom Institut für Technologie-Management der Universität St. Gallen (ITEM-HSG) und vom Forschungsinstitut für Rationalisierung der RWTH Aachen (FIR), eingeleitet.

#### Lizenzfertigung
Wegen zurückgehender Umsätze im Fachhandel entschloss sich die Schiesser AG, nebst der Eigentümerfamilie, zu einer Vorwärtsstrategie. Ein Wachstum des Unternehmens sollte durch Lizenzfertigungen unter fremden Marken sichergestellt werden. 1998 begann Schiesser unter der Marke Boss Unterwäsche herzustellen. Die positiven Erfahrungen damit veranlassten Schiesser, nach anderen Lizenzfertigungen zu suchen.
Unter Daltrops Regie produzierte Schiesser Unterwäsche nicht nur unter eigenem Label, sondern auch in Lizenz für Marken wie Mexx (2003–2008), Seidensticker (ab 2006), Wolff, Levi’s (2004–2008), Puma (2003–2008), Strellson (ab 2006), Ralph Lauren (2003–2008) und Jacques Britt (ab 2006), nachdem zuvor bereits Wäsche für Nino Cerruti (1988–1994), Paloma Picasso (Bademoden, 1991–1994) und Hugo Boss (1998–2003) gefertigt worden war.
Lizenzwaren wurden von Schiesser durch die Tochtergesellschaften Schiesser Lifestyle GmbH und Mexx Body & Beach GmbH vermarktet. Vorstand und Eigentümer glaubten, dass Lizenzware das Kerngeschäft unter der Marke Schiesser nicht beeinträchtige, weil mit diesen Marken andere Kundenkreise angesprochen würden. Tatsächlich hatte das Lizenzgeschäft aber nicht die erhofften Auswirkungen. Durch die Artikelvielfalt erhöhte sich die Komplexität der Betriebsorganisation von Schiesser wesentlich. Statt rund 20.000 Artikel im eigenen Kerngeschäft kamen nunmehr über 80.000 weitere Artikel für die Lizenzware hinzu. Durch unrentable Lizenzverträge, wie etwa mit Puma und der Tommy Hilfiger Corporation (2004–2007), geriet Schiesser massiv in die finanzielle Schieflage.

#### Informationstechnik
Das vergrößerte Produktsortiment hatte den Effekt, dass die bestehende EDV des Unternehmens nicht mehr ausreichte. Mit der Einführung der neuen Unternehmenssoftware Movex von Intentia (Lawson Software) auf Drängen Daltrops Ende 2005 begann Anfang 2006 bei Schiesser ein informationstechnisches Chaos, bei dem unter anderem Aufträge und Produktionsdaten sowie Stoffbestellungen verloren gingen. Parallel wurden die ehemals zentrale Produktionsplanung zu den Produktionsgesellschaften der Schiesser Group AG abgegeben. Trotz intensiver Prozessanalysen, Schulungen der Mitarbeiter und Tests im Vorfeld sorgten Softwarefehler, Fehler bei der Datenintegration und auch Eingabefehler dafür, dass die Planung und Steuerung der Stofffertigung bei den Produktionsgesellschaften stark beeinträchtigt wurden. Da somit auch die Konfektionierung der Artikel nur noch mit zeitlicher Verzögerung erfolgte, war die Schiesser AG häufig nicht mehr lieferfähig. Vororders der Kunden konnten nicht zeitgerecht ausgeliefert werden. Orders wurden storniert; wegen Spätlieferungen mussten erhöhte Rabatte eingeräumt werden. Es dauerte länger als ein Jahr, bis die Software richtig funktionierte und die Schäden behoben waren. Infolgedessen blieben die Bestellungen der Einzelhändler aus und das Unternehmen blieb auf produzierter Ware im Wert von 30 Millionen Euro sitzen, die zu Dumping-Preisen veräußert werden musste.

#### Sparmaßnahmen
Ende 2007 musste Daltrop, der zuvor zahlreiche Manager des Unternehmens entlassen hatte, auf Anweisung der Eigentümerfamilie Bechtler gehen. Ihm folgte Rudolf Bündgen, seit 1991 im Unternehmen tätig. Er erarbeitete mit seinen Vorstandskollegen Karl-Achim Klein und David Frink ein Restrukturierungskonzept und leitete ab 2008 intensive Sparmaßnahmen ein. Dazu gehörte ein Personalabbau um 92 Arbeitnehmer in Radolfzell, weiterhin die Beendigung der unrentablen Lizenzverträgen, wegen derer Schiesser massiv in die finanzielle Schieflage geraten war. Ab Ende 2008 wurden die Lizenzverträge mit Puma, Mexx, Ralph Lauren und Levi’s nicht fortgeführt.
Wegen der 2007 beginnenden Weltfinanzkrise griffen diese Maßnahmen nicht sofort. Die Unternehmensplanung für das Jahr 2009 wies nochmals einen erneuten Kapitalbedarf zur Saisonfinanzierung von rund 9 Mio. EUR aus, der von der Eigentümerfamilie hätte erbracht werden müssen. Im Hinblick auf die Finanzkrise und die nicht absehbare Entwicklung des Textileinzelhandels war die Hesta AG als Hauptaktionärin nicht mehr bereit, weitere Verluste zu finanzieren; seit Beginn des Jahrzehntes hatte diese bereits finanzielle Hilfen durch Verlustübernahme in einer Größenordnung von über 50 Mio. EUR gewährt.

### Insolvenz
Am 9. Februar 2009 stellte die Schiesser AG beim Amtsgericht Konstanz den Antrag auf Eröffnung des Insolvenzverfahrens. Zum Insolvenzverwalter wurde der Stuttgarter Rechtsanwalt Volker Grub bestellt. Das Amtsgericht Konstanz eröffnete am 1. Mai 2009 das Insolvenzverfahren. Zur Schiesser AG gehörten zehn Vertriebsgesellschaften in Österreich, Ungarn, Belgien, Italien, Tschechien, Slowakei, Irland, Polen, Dänemark und Niederlande sowie den Vertriebsgesellschaften für Lizenzware Schiesser Lifestyle GmbH, Mexx Body & Beach GmbH und die Bodywear Industries GmbH. Über letztere wurden auch die Ladengeschäfte betrieben. Letztlich gehörte auch Textilveredelung Niederfrohna GmbH dazu. Über das Vermögen dieser vier letzten Gesellschaften wurden separate Insolvenzverfahren eröffnet.
Schweizer Holding
Die Schiesser Group AG in Küsnacht (Schweiz), war eine Tochtergesellschaft der Hesta AG in Zug (Schweiz) und hielt 99 % der Aktien der Schiesser AG. 1 % der Aktien hielt der Schiesser Alterskasse e. V., die mit Konkurseröffnung auf den Pensionssicherungsverein übergingen. Die Schiesser Group AG hielt wiederum sämtliche Anteile der Produktions- und Beschaffungsgesellschaften im Ausland, insbesondere der Produktionsgesellschaften Palco A.E. in Griechenland, Pleas A.S. in Tschechien und der Gemtex A.S. in der Slowakei, sowie eine Beschaffungsfirma in Hongkong und die Vertriebsgesellschaft Schiesser Schweiz AG in Kreuzlingen, außerdem fünf Finanzierungsgesellschaften in der Schweiz, Niederlanden und in der Karibik. Da diese nicht zur insolventen Schiesser AG gehörten, konnte der Insolvenzverwalter nicht über die Gesellschaften verfügen, die von der Schweizer Holding gehalten wurden. Diese stellten jedoch 60 % der von der Schiesser AG vertriebenen Ware her.
Auch die Schiesser Group AG war überschuldet und zahlungsunfähig. Sie schuldete allein der Glarner Kantonalbank 8 Mio. EUR und verbürgte sich für drei deutsche Banken, die Schiesser AG finanzierten. Dies bedeutete, dass auch über das Vermögen der Schiesser Group AG in Küsnacht ein Konkursverfahren nach Schweizer Recht hätte eröffnet werden müssen. Insolvenzverwalter Volker Grub, als deutscher Staatsbürger, wäre für das Amt des Konkursverwalters von dem zuständigen Schweizer Konkursamt nicht ernannt worden. Die Banken und auch die Eigentümerfamilie waren der Auffassung, dass die Abwicklung von zwei Insolvenzverfahren in Deutschland und der Schweiz zu keinem guten Ergebnis führen würde. Es wurde deshalb vereinbart, dass nur Volker Grub auch für die Abwicklung der Schiesser Group AG zuständig sein sollte.
Ein Konkurs in der Schweiz wurde in der Weise vermieden, dass die Gläubigerbanken der Schiesser Group AG einen Rangrücktritt gemäß Artikel 725 des schweizerischen Obligationenrechts erklärten und damit die Zahlungsunfähigkeit beseitigten. Weiterhin schloss der Vorstand der Schiesser Group AG mit Volker Grub eine Treuhandvereinbarung ab, mit der alle Vermögenswerte der Schiesser Group AG auf die von Volker Grub gehörenden, neugegründete Grub Vermögensverwaltungs GmbH übertragen wurden. Grub konnte damit über die Assets der gesamten Schiesser-Gruppe verfügen.
In allen Gesellschaften der Schiesser Group AG waren Ende 2008 noch 2459 Arbeitnehmer beschäftigt, die sich wie folgt verteilten: Schiesser AG (610 Arbeitnehmer), deren Vertriebsgesellschaften (217 Arbeitnehmer), Pleas A.S., Tschechien (911 Arbeitnehmer), Gemtex A.S., Slowakei (554 Arbeitnehmer), Palco A.E., Griechenland (132 Arbeitnehmer), Schiesser Hong Kong (35 Arbeitnehmer). 2008 betrug der konsolidierte Umsatz der Schiesser AG 128.651.000 € und der Verlust 17.900.000 €.

#### Maßnahmen des Insolvenzverwalters
Der Insolvenzverwalter führte das Unternehmen unter Mitwirkung des Vorstandes fort und setzte das vom Vorstand entwickelte Restrukturierungskonzept unter dessen Mitwirkung um. Statt David Frink übernahm Johannes Molzberger den Einkauf; er führte auch die Produktionsgesellschaft Pleas in Tschechien. Grub ergänzte das Sanierungskonzept des Vorstandes um die Möglichkeiten, die das Insolvenzverfahren bot. Die Maßnahmen waren:
- Umsetzung des im Sanierungskonzept verankerten Personalabbaus um 92 Stellen in Radolfzell.
- Schließung der Musternäherei in Radolfzell und deren Verlagerung zu Pleas A.S. Damit produzierte Schiesser AG in Deutschland nicht mehr.
- Eine Arbeitszeiterhöhung von 37 auf 40 Stunden in der Woche ohne Lohnausgleich.
- Kündigung der betrieblichen Altersversorgung.
- Mietkostenreduzierungen in allen Bereichen.
- Schließung unwirtschaftlicher Einzelhandelsgeschäfte in Köln, Berlin und Klagenfurt / Österreich. Neue Geschäfte sollten jedoch an interessanten Standorten eröffnet werden.
- Vollständige Aufgabe der wirtschaftlich unrentablen Lizenzfertigung.
- Schließung der Vertriebsgesellschaft und eines Einzelhandelsgeschäfts in Budapest.
- Kosten- und Personalreduzierungen bei den Produktionsgesellschaften Pleas A.S., Tschechien, und Gemtex A.S., Slowakei.
- Aufgabe der Textilveredelung Niederfrohna GmbH.
- Aufgabe der unwirtschaftlichen Palco A.E. in Griechenland.
- Aufbau eines Internethandels.
- Ausweitung der Werksverkäufe dazu gehörte die Vergrößerung des Factory-Outlet-Centers seemaxx in Radolfzell von 4.500 m² auf 10.000 m² und der Eröffnung weiterer Factory-Outlet-Center in Koblenz, Hammerrau, Großschönau, Garmisch-Partenkirchen, Sterzing und Brixen beide in Südtirol.

Nach Umsetzung dieser Maßnahmen beschäftigte die Schiesser-Gruppe ohne Palco noch 1829 Arbeitnehmer.

#### Investorenprozess
Der Insolvenzverwalter begann im Juni 2009 mit Unterstützung der Unternehmensberatung Helbling, Zürich, einen Investorenprozess, den Betrieb der Schiesser Group AG im Ganzen zu veräußern. Er hatte mit 127 Unternehmen und 84 Finanzinvestoren Gespräche. Dazu gehörte auch Wolfgang Joop, Potsdam. Mit ihm wollten sich nach Medienmeldungen noch weitere Investoren beteiligen. Dieser Verkaufsprozess führte zu keinem befriedigenden Ergebnis. Er wurde deshalb mit Zustimmung des Gläubigerausschusses am 28. Juni 2010 abgebrochen. Genannte Kaufpreise reichten nicht aus, denn die Sanierungsmaßnahmen wirkten und das Unternehmen erzielte wieder Gewinne. Insolvenzverwalter, Vorstand und Gläubigerausschuss waren der Meinung, dass eine selbständige Fortführung der Schiesser AG im Rahmen eines Börsenganges angesichts der erzielten Ergebnisse möglich sei. Ein solcher Börsengang war bereits von Wolfgang Joop vorgeschlagen worden.
Am 1. April 2009 wurde bekannt, dass der Modemacher Wolfgang Joop eine Übernahme des insolventen Wäscheherstellers erwog. Am 7. Juli 2009 beschlossen die Gläubiger des Wäscheherstellers, Schiesser zu erhalten und zu verkaufen.
Bereits Ende 2009 berichtete Volker Grub, dass Schiesser 2009 wieder schwarze Zahlen schreiben werde. Nach Umsetzung der Sanierungsmaßnahmen erwirtschaftete das Unternehmen mit dem gesunden Kerngeschäft in der Zeit vom 1. Mai bis 31. Dezember 2009 ein operatives Ergebnis von 3 Millionen Euro. Im Mai 2011 wurde ein neuer Schiesser-Markenauftritt veröffentlicht, der auch ein umgestaltetes Unternehmenslogo einschloss. In den Hackeschen Höfen in Berlin und in Regensburg wurden 2011 neue Schiesser-Geschäfte eröffnet.

#### Insolvenzplan
Für einen Börsengang war es notwendig, das Unternehmen zu entschulden und das Insolvenzverfahren zu beenden. Dafür stellt die Insolvenzordnung den Insolvenzplan zur Verfügung. Nach einem erfolgreichen Börsengang sollten mit dem Kauferlös der Aktien der Schiesser AG die Insolvenzgläubiger befriedigt werden. Für Grub wäre es nicht das erste Mal gewesen, dass er diese Lösung einem Verkauf vorzog: 1986 führte er die ATB Antriebstechnik Bauknecht aus der Insolvenz an den Kapitalmarkt.
Am 12. November 2010 reichte Grub beim Insolvenzgericht in Konstanz einen Insolvenzplan ein. Der Insolvenzplan sah vor, dass die Schiesser AG alle Insolvenzforderungen mit einer Quote von mindestens 70 %, höchstens jedoch 100 % der Insolvenzforderungen bedient und die Insolvenzgläubiger auf den Rest ihrer Forderungen und Zinsen verzichten. Die Quote wurde bis längstens 31. Dezember 2012 gestundet.
Die Grub Vermögensverwaltungs GmbH, die jetzt 99 % der Aktien der Schiesser AG hielt, verpflichtete sich, das Grundkapital der Schiesser AG zu erhöhen und die Aktien an der Börse oder bei Investoren zu platzieren. Die Erfüllung des Insolvenzplanes war von Grub zu überwachen. In der Gläubigerversammlung am 9. Dezember 2010 beim Amtsgericht Konstanz stimmten 247 anwesende Gläubiger dem Plan zu. Nur ein Gläubiger mit einer Forderung von 13.000 EUR war dagegen. Am 28. Dezember 2010 hob Rechtspfleger Stefan Lissner das Insolvenzverfahren der Schiesser AG auf.

#### Versuchter Börsengang
Mit den beiden Frankfurter Banken Equinet Bank AG und BHF Bank AG schloss Grub noch im Dezember 2010 Mandatsvereinbarungen ab, den Börsenganges zu begleiten. Auch Wolfgang Joop wollte sich bei einem Börsengang wieder einbringen und insbesondere seinen Namen „Joop“ zur Verfügung stellen und die Schiesser AG in Mode- und Marketingfragen zu beraten. Für die Namensrechte forderte Wolfgang Joop als Gegenleistung eine Beteiligung von 10–25 % am Aktienkapital der Schiesser AG. Eine Beteiligung von Wolfgang Joop wurde von Grub abgesagt, nachdem Joop mit seiner Modegesellschaft Wunderkind GmbH Ende des Jahres 2011 in Zahlungsschwierigkeiten kam.
Das Jahr 2010 verlief für die Schiesser AG günstig. Bei einem Umsatz von 119 Mio. EUR erzielte Schiesser einen operativen Gewinn von 7,8 Mio. EUR.
Im Sommer 2011 spitze sich die Weltfinanzkrise dramatisch zu. Griechenland trieb in die Zahlungsunfähigkeit. Auch für Italien, Spanien und Portugal gab es düstere Prognosen. Dies schlug sich auch bei den aktuellen Börsenkursen nieder. Allein von Mitte Juli bis Anfang September 2011 fiel der DAX von 7200 Punkten auf 4965 Punkte. Deshalb verschob Grub den Börsengang auf das Jahr 2012.

#### Dual Track
Wegen der Unsicherheiten des Kapitalmarktes nahm Grub unter Zuziehung der Beratungsgesellschaft Ipontix AG, Frankfurt, neben den Vorbereitungsarbeiten zum Börsengang auch wieder einen Investorenprozess auf. Dieser Prozess sollte auch dazu dienen, im Falle des Börsenganges einen „Ankeraktionär“ für die Schiesser AG zu finden. Dieser Investorenprozess führte zu drei ernsthaften Angeboten, die vom dreiköpfigen Vorstand bestehend aus Rudolf Bündgen, Karl-Achim Klein und Johannes Molzberger, unterschiedlich beurteilt wurden.
Auch Delta Galil, eines der größten Unternehmen in Israel mit einem Umsatz im Jahr 2011 von 678 Mio. Euro und 7000 Mitarbeitern, gab ein Kaufangebot ab. Grub und der Gläubigerausschuss entschieden sich für deren Übernahmeangebot. Ihr Preisangebot führte zu einer hundertprozentigen Befriedigung der Insolvenzgläubiger. Der Kaufvertrag wurde am 1. Mai 2012 in Zürich unterzeichnet. Der Börsengang wurde daraufhin abgesagt.
Der Kaufvertrag mit Delta Galil Ltd. wurde am 2. Juli 2012 vollzogen. Der vereinbarte Kaufpreis von 68 Mio. EUR wurde an die Schiesser AG und die Grub Vermögensverwaltungs GmbH überwiesen. Das Grundkapital der Schiesser AG wurde auf null reduziert und 10 Mio. EUR erhöht.
Grub zahlte am 13. August 2012 an die Insolvenzgläubiger, deren Forderungen 58 Mio. EUR betrugen, eine Zahlungsquote von 100 % aus. Damit waren die Gesamtverbindlichkeiten der Schiesser AG von 86 Mio. getilgt. Die übrigen 28 Mio. waren bereits als gesicherte Verbindlichkeiten getilgt worden.

### Änderung der Rechtsform
2021 wurde mit Beschluss vom 4. Oktober 2021 die Rechtsform von Aktiengesellschaft in Gesellschaft mit beschränkter Haftung (GmbH) geändert.

## Produkte
Das Unternehmen stellt Unter-, Nacht- und Freizeitbekleidung jeweils für Damen, Herren und Kinder her. Dazu kommen Bademoden, Sportbekleidung und Funktionswäsche. Schiesser gehört zu den Unterwäsche-Fabrikanten der ersten Stunde, denn erst mit der Industrialisierung kam die Massenfertigung von Bekleidung auf. Dem Unternehmen wird auch eine Vorreiterrolle bei der Entwicklung der modernen Unterhose für Männer zugeschrieben, die als Kleidungsstück erst in der zweiten Hälfte des 19. Jahrhunderts allgemein üblich wurde. 1923 wurde die Qualität Feinripp eingeführt, 1937 folgte Mako-Porös, 1951 die Fertigung von Doppelripp. Die Modelle entsprachen dem jeweils üblichen Zeitgeschmack, der lange Zeit von Prüderie geprägt war.

### Aktuelle Produktlinien
- Schiesser – Hauptlinie für Damen, Herren und Kinder im mittleren Preissegment
- Schiesser 95/5 – Kollektion für Damen, Herren und Kinder aus 95 % Pima-Baumwolle und 5 % Elasthan
- Schiesser Revival – preislich höher angelegte und in geringen Mengen unerwartet erfolgreiche Wäscheserie im Retro-Look nach dem Vorbild von Schiesser-Modellen aus den 1920er, 1930er und 1950er Jahren, seit 2003[61]
- Unterwäsche von Seidensticker – Lizenzfertigung neben den eigenen Linien
- Schiesser Aqua – Bademode für Damen, Herren und Kinder

### Ehemalige Produktlinien
- Schiesser – kostas murkudis – hochpreisige Designer-Wäscheserie im ausgewählten Einzelhandel, aus hochwertigen Materialien, in Zusammenarbeit mit dem Modeschöpfer Kostas Murkudis, 2004 begonnen, 2005 lanciert, 2008 wegen Absatzschwierigkeiten eingestellt.[62][63][64][65]
- Jacques Schiesser – hochpreisige Premium-Marke, von 2003 bis 2008[66]
- Jacques S. by Schiesser – Anfang der 1990er Jahre vertriebene, hochwertige Kollektion
- Viabella – Anfang der 1990er Jahre angebotene Damenwäsche-Serie mit Bademoden, 1996 eingestellt und als Schiesser Dessous weiterentwickelt
- Schiesser Sport – sportliche Linie (Sport-BHs, Funktionsunterwäsche, atmungsaktive Stoffe etc.), ab 2003[67][68]
- Schiesser Med – Kollektion für empfindliche und trockene Haut, ab 2008
- Strellson – Lizenzfertigung neben den eigenen Linien

## Standorte
Am Stammsitz in Radolfzell ist die Zentrale mit den Bereichen Design und Logistik beheimatet. Daneben verfügt Schiesser über Produktionsgesellschaften in Griechenland, Tschechien (Tochterunternehmen PLEAS in Havlíčkův Brod) und der Slowakei.

## Archiv und Musterkollektionen
2009 übergab der Insolvenzverwalter die bis ins Jahr 1875 zurückreichenden Archivunterlagen an das Wirtschaftsarchiv Baden-Württemberg in Stuttgart-Hohenheim.
2010 übergab der Insolvenzverwalter das sogenannte „Musterarchiv“ mit über 1000 historischen Wäschestücken aus 135 Jahren an das Haus der Geschichte Baden-Württemberg, das damit 2015 eine Sonderausstellung mit dem Namen „Auf nackter Haut – eine Kulturgeschichte der Wäsche“, veranstaltete.